# Choroba Divry-Bogaerta
Choroba Divry-Bogaerta, rozlana korowo-oponowa angiomatoza mózgu (ang. Divra-Bogaert disease) – rzadka (opisano pięcioro chorych) choroba neurodegeneracyjna. Występuje rodzinnie. Objawia się drgawkami, początek przypada na 3. dekadę życia. Późniejsze objawy to zaburzenia pola widzenia, bóle głowy o charakterze migrenowym, postępująca demencja. Neuropatologicznie stwierdza się rozlaną angiomatozę (naczyniakowatość) opon i kory mózgowej oraz cechy wtórnej encefalopatii niedokrwiennej. Chorobę opisali Divry i Ludo van Bogaert w 1946 roku.